# Polskie Muzeum Szkolne we Lwowie
Polskie Muzeum Szkolne we Lwowie – muzeum we Lwowie założone w 1903 roku.

## Historia
Genezą powstania był referat krajowego inspektora szkół Ludomiła Germana, w związku z którym walne zgromadzenie Towarzystwa Nauczycieli Szkół Wyższych we Lwowie powzięło uchwałę 31 maja 1903. W skład komisji urządzającej Polskie Muzeum Szkolne we Lwowie weszli L. German jako przewodniczący, Artur Passendorfer jako sekretarz oraz Józef Czernecki i Celestyn Lachowski jako członkowie. 1 listopada 1903 zjazd delegatów Polskie Towarzystwo Pedagogiczne we Lwowie postanowił przystąpić do prac nad stworzeniem Muzeum.
Ludomił German był przewodniczącym komisji urządzającej od 1903 do 1906, a od 1906 przewodniczącym zarządu. Jego zastępcami byli Placyd Dziwiński (1904–1906), a następnie Tadeusz Lewicki (od 1906). Delegatem Rady Szkolnej Krajowej od 1903 był Franciszek Majchrowicz. Tenże był od 1916 do 1925 prezesem PMS. Kustoszami Muzeum byli Henryk Kopia (1903–1906, także skarbnik), dr Stanisław Kossowski (1906–1909), Antoni Łukasiewicz (1909), Benedykt Fuliński (1909–1910), Franciszek Paczosa (od 1910). Sekretarzami zarządu byli Artur Passendorfer (1903–1906), Antoni Łukasiewicz (1906–1907), Aniela Aleksandrowicz (1907–1912), Stanisław Pilch (od 1912). Dyrektorem Muzeum od 1909 był Antoni Łukasiewicz. Na przestrzeni lat członkami zarządu byli m.in. Władysław Filar, Władysław Kucharski, Bolesław Mańkowski, Franciszek Tomaszewski.

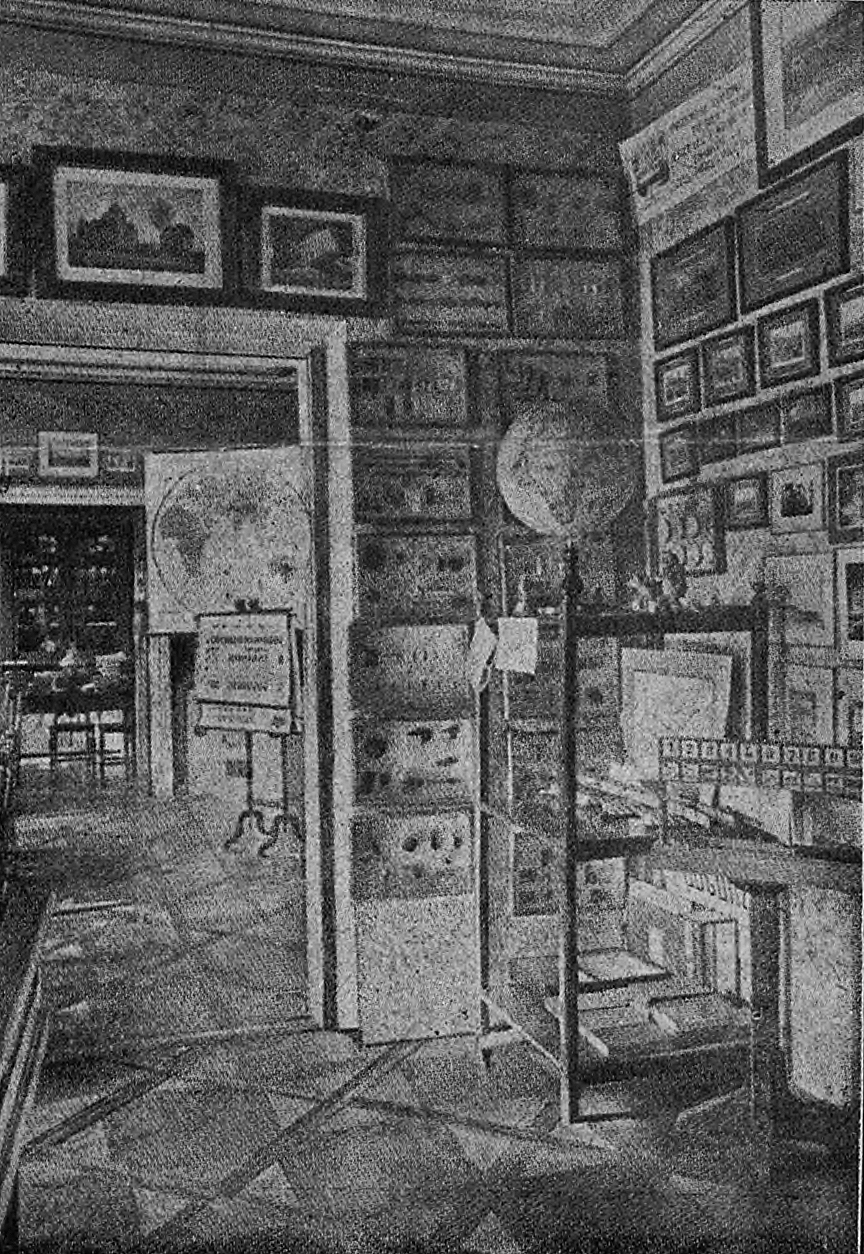
Ekspozycja Muzeum w 1913

Na 8 listopada 1913 zaplanowano obchody 10-lecia istnienia PMS. W tym czasie zbiory pedagogiczno-naukowe tej placówki liczyły około 12 tys. pozycji. Według ówczesnego stanu zbiory muzealny podzielone były na działy: 1) podręczniki szkolne od najdawniejszych czasów, 2) biblioteka obejmująca historię szkół w Polsce, współczesny dział pedagogiczny i pracę nauczycieli, 3) modele służące do uzmysławiania nauki, 4) mapy, medale, pieczęcie, 5), obrazy i fotografie, 6) rękopisy i dokumenty, 7) sprawozdania roczne szkół, programy nauk, sprawozdania towarzystw zajmujących się wychowaniem i oświatą.
Działalność Muzeum wykraczała poza gromadzenie zbiorów archiwalnych i prowadzono tam także aktywność instruktywną wobec nauczycieli, polegającą na zaznajamianiu nauczycieli z rozwojem szkolnictwa. W odniesieniu do uczniów urządzano warsztaty studenckie, wystawy.
W niepodległej II Rzeczypospolitej od 1925 dyrektorem Muzeum był Stanisław Łempicki. Od 1925 do 1927 bibliotekarzem był Antoni Knot.